# WEST21
『West21』（ウエスト・トゥエンティーワン）は、1999年11月2日から2008年3月26日まで読売テレビで放送されていた音楽番組。全427回。

## 概要
各回の当年にメジャー・デビューする新人アーティストを数組ずつ紹介していた。番組開始当初はブレイクを夢見る新人アーティストが毎週様々な課題に挑戦し、10週クリアすると楽曲が永久ヘヴィー・ローテーションとなる企画がメインであった（dicotの「一人ぼっち」が唯一永久ヘヴィー・ローテーションとなった）。
番組タイトルは前身番組『West20』（MC・ヒロ寺平）を引き継いだものであるが、内容は大幅に異なる。

## 放送時間
- 水曜 26:01 - 26:36 （不明 - 2007年9月）
- 水曜 25:59 - 26:34 （2007年10月 - 2008年3月）

## 出演者
当初はまことが単独で進行役を務めていた。

### メインパーソナリティ
- まこと（シャ乱Q）

### アシスタント
- 山川牧（2005年9月 - 2006年6月）
- 小林杏奈（読売テレビアナウンサー、不明 - 2008年3月）

## スタッフ
- ナレーター：橋本のりこ
- プロデューサー：中島恭助
- チーフプロデューサー：梅田尚哉
- 制作協力：アッシュ
- 制作著作：ytv